# Anna Kilian
Pour les articles homonymes, voir Kilian.
Anna Kilian née le 30 septembre 1999, est une joueuse allemande de hockey sur gazon.

## Carrière
Elle a fait ses débuts en équipe première le 6 mars 2021 contre les Pays-Bas à Amsterdam lors de la Ligue professionnelle 2020-2021.

## Palmarès
- : 3e à l'Euro U21 2019.